# Asiatyrannus
Asiatyrannus — викопний рід тиранозаврів пізньої крейди формації Наньсьонг у Китаї. Рід містить один вид, A. xui, відомий за єдиним зразком, що складається з черепа та частково посткраніального скелета. Asiatyrannus відрізняється своїм черепом з глибокою мордою та невеликим розміром тіла, на відміну від граціальної морди та більшого розміру сучасного цяньчжозавра. Він являє собою найпівденніший запис азійського тиранозаврида.

## Відкриття та найменування
Зразок голотипу Asiatyrannus, ZMNH M30360, був виявлений у вересні 2017 року в відкладеннях формації Наньсьонг поблизу міста Шахе в районі Нанканг міста Ганьчжоу, провінція Цзянсі, Китай. Зразок складається з більшої частини зчленованого черепа на додаток до розчленованих частин посткраніального відділу, що включає більшу частину правої та лівої ніг і кілька хвостових хребців.
У 2024 році Чжен та ін. описав Asiatyrannus xui як новий рід і вид тиранозаврид на основі цих викопних останків. Загальна назва, Asiatyrannus, поєднує «Азію», континент походження, з латинізованим грецьким суфіксом «-tyrannus», що означає «тиран» або «цар». Видова назва, xui, вшановує видатного дослідника динозаврів Сю Сіна та його внесок у палеонтологічні дослідження в Китаї.

## Опис
Це тиранозавр малого-середнього розміру. Довжина його майже повного черепа становить 47,5 сантиметрів, а довжина тіла — 3,5–4 метри. Для порівняння, зрілий череп близькоспорідненого нанукзавра з формації Прінс-Крік у Північній Америці оцінюється в 60–70 сантиметрів. Оскільки Nanuqsaurus, ймовірно, мав розмір тіла, подібний до Albertosaurus, Asiatyrannus може бути єдиним тиранозавром у цьому меншому розмірному класі. Голотип Asiatyrannus становить приблизно половину довжини сучасного Qianzhousaurus. Однак голотип Asiatyrannus не належав до зрілого скелета особини, і тому він був би більшим, коли б повністю виріс. Тим не менш, він, ймовірно, пройшов життєві стадії найшвидшого росту, а інші тиранозаврини на подібних стадіях росту більш ніж удвічі більші.

## Палеоекологія
Asiatyrannus відомий з формації Nanxiong, яка датується кінцем маастрихтського періоду пізньої крейди. Багато інших динозаврів були описані з шарів формації, включно з побратимом тиранозавридом Qianzhousaurus. 